# Leonardo Sapienza
Leonardo Sapienza (Cassano delle Murge, 18 novembre 1952) è un presbitero e scrittore italiano, dal 4 agosto 2012 reggente della Prefettura della casa pontificia e dal 9 febbraio 2013 protonotario apostolico di numero.

## Biografia
Nasce a Cassano delle Murge, allora in provincia ed arcidiocesi di Bari, il 18 novembre 1952.

### Ministero sacerdotale
Entrato il 5 agosto 1962 nella congregazione dei Rogazionisti del Cuore di Gesù, inizia il noviziato il 28 settembre 1968. Dopo aver emesso la prima professione dei voti il 29 settembre 1969 e quella solenne il 29 settembre 1975, è ordinato presbitero, a Grottaferrata, il 1º luglio 1978.
Dopo aver lavorato per circa trent'anni come ufficiale addetto al protocollo della Prefettura della casa pontificia, il 4 agosto 2012 ne è nominato reggente; succede al vescovo Paolo De Nicolò, dimessosi per raggiunti limiti di età.
Il 9 febbraio 2013 papa Benedetto XVI lo nomina protonotario apostolico di numero.

## Opere
- Messaggi pontifici
- Paolo VI e l'eucaristia (2004)
- Charles de Foucauld. Io semino altri raccoglieranno (2005)
- L'uomo mangiato (2005)
- L'amore più grande. Giovanni Paolo II ai sacerdoti (2005)
- Sull'altare del mondo. Pensieri sull'eucaristia (2005)
- Provocazioni. Aforismi per un cristianesimo anticonformista (2007)
- L'uomo del divino (2008)
- Gridare il Vangelo con la vita. Anno A riflessioni (2009)
- Torniamo al Vangelo. Anno B. Riflessione sulla liturgia della parola (2009)
- Gridare il Vangelo con la vita. Riflessioni sulla liturgia della parola. Anno B (2009)
- Gridare il Vangelo con la vita. Riflessioni sulla liturgia della parola. Anno C (2009)
- Il prete di adesso (2009)
- L'arte di vivere. La fontana del villaggio (2010)
- Alla luce del Vangelo (2011)
- Paolo VI. L'anno della fede (2012)
- Giovanni d'Avila (2012)
- La felicità della Pasqua nella dottrina di Paolo VI (2013)
- Paolo VI al Concilio Ecumenico Vaticano II (2013)
- 50 messaggi pontifici per la Giornata Mondiale di Preghiera per le Vocazioni (2013)
- Paolo VI e il Sinodo dei Vescovi (2015)
- L'anno santo con Paolo VI (2025)